# UMO Jazz Orchestra

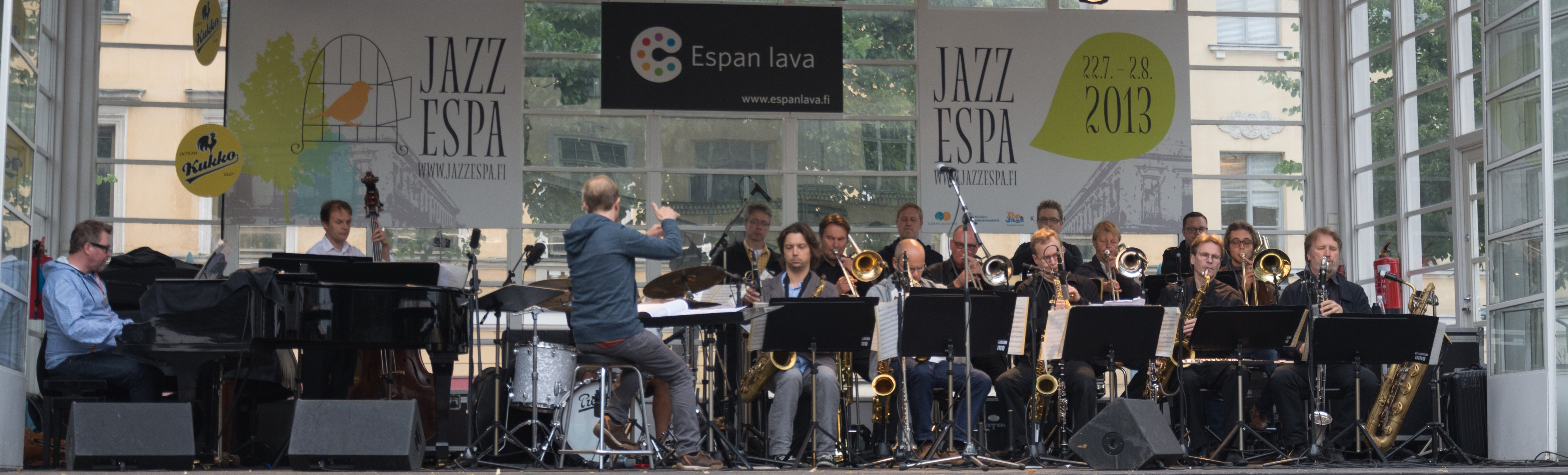
UMO Jazz Orchestra.

UMO Jazz Orchestra (ursprungligen Uuden musiikin orkesteri, UMO), är en professionell jazzorkester från Helsingfors som grundades 1975. 
UMO bildades under strävandena att skapa ett nytt forum för de finländska jazzmusikerna efter nedläggningen av Radions dansorkester i början av 1970-talet. En jazzworkshop grundades för att spela in albumet Our Latin Friends (1976). Under detta arbete bildades UMO, som även stöttades upp genom grundandet av en orkesterförening. Till de stiftande personerna hörde pianisten, arrangören och orkesterns förste kapellmästare/konstnärlige ledare Esko Linnavalli, kompositören Heikki Sarmanto samt namngivaren, trumpetaren, kapellmästaren Markku Johansson (född 1949). 
UMO var fram till 1984 deltidsverksam, varefter stöd från Helsingfors stad, Rundradion och undervisningsministeriet möjliggjorde verksamhet på heltid. År 2001 fick orkestern en egen klubbscen (UMO Jazz House) vid Båtsmansgatan i Helsingfors, med rum för orkesterns kontor och övningslokaliteter. Denna stängdes emellertid 2007 på grund av remont i husbolaget. Därefter har orkestern haft sitt kontor på Skatudden i Helsingfors, medan scenerna har varierat. Orkestern har fram till 2011 gett ut drygt 30 album och genom sin mångsidighet, höga professionalism och experimentlusta avancerat till en av världens mest ansedda jazzorkestrar. Utöver att listan med gäster från jazzens världselit blivit lång har orkestern även gjort flera rosade gästspel utomlands.